# Kansas
Kansas ou, na sua forma aportuguesada, Cansas é um dos 50 estados dos Estados Unidos, localizado na região centro-oeste do país. O centro geográfico dos 48 estados contínuos dos Estados Unidos — isto é, os Estados Unidos sem o Alasca e o Havaí — está localizado na região norte do Kansas, no Condado de Smith. O centro geodésico da América do Norte localiza-se também no Kansas, no Condado de Osborne. Este centro é utilizado como ponto de referência para todos os mapas feitos pelo governo dos Estados Unidos.
Kansas é um dos líderes nacionais indústria agropecuária. O estado é o maior produtor de trigo do país. Isto lhe rendeu os cognomes de Wheat State (Estado-trigo) e Breadbasket of America (Cesta de pães dos Estados Unidos). Além disso, Kansas possui um dos maiores rebanhos de gado bovino do país. A agropecuária foi durante muito da história do Kansas sua principal fonte de renda. Dodge City (Kansas) é considerada por muitos como a "capital mundial dos cowboys". Kansas também possui uma forte indústria de mineração, sendo um líder nacional na produção de petróleo e gás natural. Atualmente, as principais fontes de renda do estado são o comércio e a manufatura.
Durante a década de 1850, com o Ato de Kansas-Nebrasca, grandes números de abolicionistas e proponentes do trabalho escravo instalaram-se no Kansas. Muitos confrontos entre milícias abolicionistas e escravistas ocorreram no estado bem como no estado vizinho de Missouri (onde o trabalho escravo era permitido). Estes conflitos eram tão violentos que Kansas recebeu o cognome de Bleeding Kansas (Kansas ferido) na década de 1850. Outro cognome de Kansas, que possui suas origens neste conflito, é Jayhawker State. Jayhawker é como ficou conhecido um ato comum dos abolicionistas, de invadir fazendas escravistas no Missouri, saquear fazendas e liberar escravos. Em 29 de janeiro de 1861, Kansas tornou-se o 34.º estado norte-americano, como um estado antiescravista.
O cognome mais conhecido do Kansas é The Sunflower State (O estado-girassol). Girassóis cobrem muito das extensas planícies do estado. O nome Kansas possui sua origem na tribo nativa norte-americana kansa, que vivia na região até o século XVIII. Kansa significa "povo dos ventos do sul".

## História

### Até 1861
A região que atualmente constitui o estado de Kansas era habitado por quatro tribos nativas norte-americanas, anteriormente à chegada dos primeiros exploradores europeus na região: os kansa (daí a origem do nome do estado), os osage, os pawnee e os withcita, que viviam da caça do búfalo e do cultivo de milho.
Os primeiros europeus a explorarem o atual Kansas foram os membros de uma expedição espanhola liderada por Francisco Vásquez de Coronado, em 1541. A expedição buscava por uma região chamado de Qirira, onde, segundo o guia nativo norte-americano da expedição, possuía grandes minas de ouro. A expedição espanhola, não encontrando ouro no atual Kansas, abandonaram a região.
Em 1682, o francês René-Robert Cavelier reivindicou toda a região da bacia hidrográfica do rio Mississípi aos franceses. Assim sendo, a maior parte de Kansas passou a fazer parte da colônia francesa da Nova França, província colonial de Luisiana. Exploradores franceses desembarcaram na região no início do século XVIII, em busca de peles.
Em 1803, com a Compra do Luisiana, a maior parte do Kansas foi anexada pelos Estados Unidos. O então presidente dos Estados Unidos, Thomas Jefferson, enviou Meriwether Lewis e William Clark ao novo território adquirido, com o objetivo de explorar estes territórios. Em 26 de junho, Lewis e Clark, tendo partido de Saint Louis, Missouri, e seguido o rio Missouri, chegaram à conjunção dos rios Kansas e Missouri, no atual Kansas, tendo explorado esta região por três dias antes de prosseguir rumo ao oeste. Outra expedição (Expedição Pike), liderada por  Zebulon Montgomery Pike, seria realizada em 1806. Pike cruzaria o Kansas no sentido leste-oeste. Após a exploração, Pike afirmou que a região das Grandes Planícies era inabitável, impedindo maior povoamento da região de Kansas.
Kansas, até 1830, fez parte do Distrito de Luisiana, do Território de Luisiana e do Território do Missouri. Em 1825, o governo, que havia confiscado grandes pedaços de terras de tribos nativos norte-americanas do leste, decidiu fazer da região que constitui atualmente o Kansas — então uma região escassamente povoada por brancos — uma reserva indígena, para abrigar as tribos nativos norte-americanas que fossem obrigadas a ceder suas terras no leste. Entre 1825 e 1845, 30 tribos nativas norte-americanas instalaram-se em Kansas. Enquanto isto, o estado, localizado na região central dos atuais Estados Unidos, tornara-se um importante centro de transportes, graças à expansão em direção ao oeste. Em 1827, o coronel Henry Leavenworth estabeleceu o primeiro forte na região, o Fort Leavenworth. Inicialmente, na década de 1830, a maioria dos brancos que instalavam-se na região eram abolicionistas do norte estadunidense, que queriam frear a expansão do trabalho escravo no país. Na década de 1840, porém, a região passou a atrair maior número de pessoas interessadas na busca de melhores condições de vida, primariamente imigrantes europeus, entre eles alemães, irlandeses, ingleses, suecos e russos.
O povoamento de Kansas por parte de colonos brancos fez com que a pressão no governo para que a região se tornasse um território independente, e forçasse a remoção dos nativos da região, durante o início da década de 1850. O governo passou a negociar com cada uma das tribos nativos instaladas em Kansas e, gradualmente, todas as tribos nativo foram removidas da região, a última tendo saído em 1854. A maioria dos nativos foram enviados para a região que constitui atualmente o estado de Oklahoma.
Em 30 de maio de 1854, através do Ato de Kansas-Nebrasca, Kansas tornou-se um território norte-americano. Até então, fazia parte do chamado Território Indígena, juntamente com o Nebrasca e Oklahoma. Buscando diminuir os conflitos entre proponentes do abolicionismo e do trabalho escravo, o Congresso americano decidiu permitir à população dos territórios entre permitir ou proibir o uso do trabalho escravo. A maior parte da população de Kansas era contra o uso do trabalho escravo. Isto gerou imensos conflitos com o estado vizinho de Missouri, onde o uso do trabalho escravo era permitido. Durante o restante da década de 1850, o Kansas recebeu grandes números de proponentes do abolicionismo e do trabalho escravo, que instalaram-se no Kansas buscando aumentar a força política de seu respectivo grupo. As eleições territoriais de 1855 foram vencidas um partido político abolicionista, o Free State Party (Partido do Estado Livre). Em 29 de janeiro de 1861, após a saída de 11 estados do sul da União (que formaram os Estados Confederados da América), Kansas tornou-se o 34° estado norte-americano.

### 1861 - Tempos atuais
O Kansas, na guerra civil, lutou ao lado das forças da União contra a Confederação, bem como o estado vizinho de Missouri. Porém, muito da população do último era a favor do uso do trabalho escravo, e simpatizava com os ideais da Confederação. Isto causou grandes conflitos entre milícias confederadas do Missouri e milícias da União do Kansas. As milícias americanas do Kansas realizaram diversos ataques em milícias e vilarejos confederados no Missouri. O Kansas foi o Estado da União que mais enviou soldados para as frentes de guerra, em proporção à população total do Estado à época. Após o final da Guerra Civil, em 1865, milhares de ex-soldados instalaram-se permanentemente no Estado.
Até o início da década de 1870, a principal fonte de renda do Kansas era a prestação de serviços de transporte ferroviário. Diversas ferrovias haviam sido construídas entre o Kansas e outros Estados americanos com exceção do Texas, ao longo da década de 1860 e de 1870, conectando o Estado com o restante do país. O principal produto transportado para outras regiões era gado bovino, proveniente do Texas, que ainda não era conectado por ferrovias. Com a construção de ferrovias entre o Texas e outros Estados na década de 1880, o transporte ferroviário perdeu muito de sua importância no Kansas.
A importância do Kansas como um grande centro agrário data da década de 1870. Os principais produtos cultivados no Estado eram milho e trigo. Ambos eram cultivados na primavera e coletados próximos ao outono. Verões muito quentes e secos, característicos do Estado, bem como insetos, destruíam muitas das plantações do Estado. Durante a década de 1870, um grande número de menonitas vindos da Rússia instalaram-se no Kansas. Os menonitas trouxeram junto um novo tipo de trigo, que era cultivado no outono e coletado no início do verão, sendo mais resistente a pragas, evitava o calor dos verões do Estado, e era mais resistente a secas. O cultivo deste tipo de trigo rapidamente espalhou-se pelo Kansas, fazendo do Estado o maior produtor nacional de trigo desde o início do século XX.
O Kansas foi o primeiro Estado americano a proibir a venda da bebida alcoólica (liquores) nos Estados Unidos, em 1880. Esta lei seria anulada somente em 1986.
O Kansas, que dependia então em grande parte da agricultura, enfrentou um período de recessão econômica durante o final da década de 1880 e o início da década de 1890. Esta recessão fora causada pelos baixos preços de produtos agrários no mercado internacional, e pelos altos juros cobrados a empréstimos tomados pelos fazendeiros, muitos dos quais foram forçados a abandonarem suas fazendas e moverem-se para as cidades, ou para outras regiões do país. Além disso, outro problema eram os altos preços do transporte de carga ferroviária. Estes problemas econômicos fizeram com que um partido político progressista recém-formado, o Farmers Alliance, vencesse as eleições estaduais de 1890, sendo reeleitos em 1892 e em 1896. O Farmers Alliance, atendendo à demanda popular por reformas socioeconômicas, impôs limites às taxas de juros cobrados por instituições bancárias no Estado, e nos preços cobrados para o transporte de carga ferroviária e diversos produtos de consumo.
O Farmers Alliance entrou em declínio no início do século XX. As reformas socioeconômicas foram continuaras pelos republicanos, que aprovaram leis proibindo o uso do trabalho infantil, criou leis trabalhistas, e impôs uma diminuição dos preços cobrados pelas companhias ferroviárias para o transporte de cereais. Os republicanos também deram às mulheres o direito de voto.
A mineração tornou-se a segunda fonte de renda mais importante do Kansas no início do século XX, graças à descobertas de grandes reservas de petróleo e gás natural em 1892 e em 1915, e de hélio em 1905. Tais reservas naturais, mais a Primeira Guerra Mundial, fizeram com que o Kansas passasse a se industrializar rapidamente a partir da década de 1910. A guerra também causou prosperidade no setor agrário. Após a guerra, e ao longo da década de 1920, o Kansas continuou a industrializar-se rapidamente, embora o setor agrário do Estado entrasse em recessão por causa da queda drástica dos preços dos produtos agrários no mercado internacional.
A Grande Depressão da década de 1930 causou grande recessão econômica no Kansas, agravando a recessão já existente no setor agrário, a falência de diversos estabelecimentos bancários e comerciais, e causando desemprego e miséria. Além disso, o Kansas foi um dos Estados mais afetados pelo Dust Bowl (Prato de Poeira), marcado por longos períodos de seca, grandes enxames de gafanhotos e grandes tempestades de areia. Muitos fazendeiros abandonaram suas fazendas, mudando-se para as cidades ou para outros Estados. Assistência socioeconômica do governo do Kansas e dos Estados Unidos ajudaram a minimizar a crise a partir de 1936, mas a recessão teria somente fim com o fim do Dust Bowl, no final da década de 1930, e com o início da Segunda Guerra Mundial, a última causando um grande aumento da demanda por minérios, produtos agrários e industrializados.
O Kansas continuou a industrializar-se rapidamente após o final da Segunda Guerra Mundial. O Estado também manteve os níveis de produção pré-1945 de minérios e produtos agrários. Porém, os preços destes haviam caído com o fim da guerra, o que causou uma queda dos preços destes produtos, e recessão econômica nestes setores da economia do Estado. A recessão no setor agrário foi agravada por um novo período de seca durante a década de 1950. Os problemas do setor agrário e de mineração e a rápida industrialização do Estado causaram um grande fluxo populacional do campo para as cidades. Ao final da década de 1950, mais da metade da população do Kansas morava em áreas urbanas.
Em 1953, o republicano Dwight D. Eisenhower, que crescera em Abilene, tornou-se Presidente dos Estados Unidos, permanecendo no cargo até 1961. Em 1954, a Suprema Corte julgou inconstitucional a segregação em instituições de educação em todo o país. Esta decisão foi tomada no processo judicial Brown vs Board of Education of Topeka, onde pais afro-americanos entraram com um recurso judicial contra o Conselho de Educação de Topeka, por causa da segregação das escolas públicas da cidade, imposta pelo conselho.
O Kansas enfrentou um novo período de crise econômica durante a década de 1980, por causa dos baixos preços do petróleo e de produtos agrários. O Kansas criou uma agência de planejamento econômico, o Kansas Inc, que ajudou o Estado a superar a crise no início da década de 1990. Em 1991, a democrata Joan Finnley tornou-se a primeira governadora do Kansas.

## Geografia
O Kansas limita-se ao norte com o Nebrasca, a leste com o Missouri, ao sul com o Oklahoma e a oeste com o Colorado. Com 213 mil quilômetros quadrados, é o 15º maior estado americano em área do país.
O Kansas é coberto em sua totalidade pela bacia hidrográfica do Rio Missouri, que serve como fronteira entre o nordeste do Kansas e o Missouri. Esta bacia hidrográfica pode ser dividida em duas bacias hidrográficas menores. A primeira delas é a bacia hidrográfica do Rio Kansas, que cobre o norte e o leste do Estado, cujos rios correm em sua maioria em direção a leste. A segunda bacia hidrográfica é a bacia do Rio Arkansas, que cobre o sul do Kansas. O Rio Arkansas corre em direção ao sul.
O Kansas possui poucos lagos naturais, devido ao seu terreno relativamente plano. A maior parte dos 150 lagos do Estado são reservatórios artificiais, criados por represas, dos quais a maior delas, o Lago Milford, possui 6,47 mil hectares de área. Florestas cobrem menos de 5% do Estado.
O Kansas pode ser dividido em três distintas regiões geográficas:
- As Planícies Dissected Till cobrem o nordeste do Kansas, a leste do Rio Kansas e ao norte do Rio Big Blue. Esta é a menor das três regiões em área. O solo desta região é formado primariamente por sedimentos deixados por antigas geleiras. Este solo é extremamente fértil.
- As Planícies do Sudeste cobrem o sudeste do Kansas. Esta região possui um terreno muito plano, coberto primariamente por morros achatados de baixa altitude. As Planícies do Sudeste possuem as menores altitudes do Kansas, incluindo o ponto menos elevado do Estado, de 207 metros. O solo da região é a menos fértil das três regiões geográficas do Kansas.
- As Grandes Planícies, a maior das três regiões, cobrem toda a região centro-oeste do Kansas. Caracteriza-se pelo seu terreno pouco acidentado, e altitude variável, que aumenta à medida que se viaja em direção ao oeste. O ponto mais alto do Kansas, o Monte Sunflower, com seus 1 231 metros de altitude, localiza-se nesta região.

### Clima
O Kansas possui um clima temperado, com invernos frios e verões quentes. No geral, a temperatura média do Estado diminui à medida que se viaja em direção ao norte. No verão, as temperaturas também diminuem à medida que se viaja em direção ao oeste. Estas diferenças de temperatura não são muito grandes, porém.
A temperatura média do Kansas no inverno é de -1°C. A região norte do Estado possui uma temperatura média de -4 °C, enquanto que a região sul possui uma temperatura média de 1 °C. A média das mínimas dos invernos do Kansas é de -6 °C, e a média das máximas, de 5 °C. A temperatura mais baixa já registrada no Kansas foi de -40 °C, registrada em Lebanon, em 13 de fevereiro de 1905.
A temperatura média do Kansas no verão é de 26 °C. A região nordeste do Estado possui uma temperatura média de 26 °C, enquanto que a média no noroeste é de 24 °C, e no sul, de 30 °C. A média das mínimas dos verões do Kansas é de 20 °C, e a média das máximas, de 31 °C. A temperatura mais alta já registrada no Kansas foi de 49 °C, registrada duas vezes em 1936, em Fredonia, em 18 de julho, e em Alton, em 24 de julho.
As taxas de precipitação média anual de chuva do Kansas aumentam à medida que se viaja em direção a leste. O extremo leste do Kansas recebe mais de 90 centímetros anuais de chuva, enquanto que o extremo oeste recebe menos de 50 centímetros anuais. A taxa de precipitação média anual de neve no Kansas é de 43 centímetros.
O estado é um dos mais atingidos por tornados nos Estados Unidos, sendo que é o que mais registrou tornados F5.

## Política

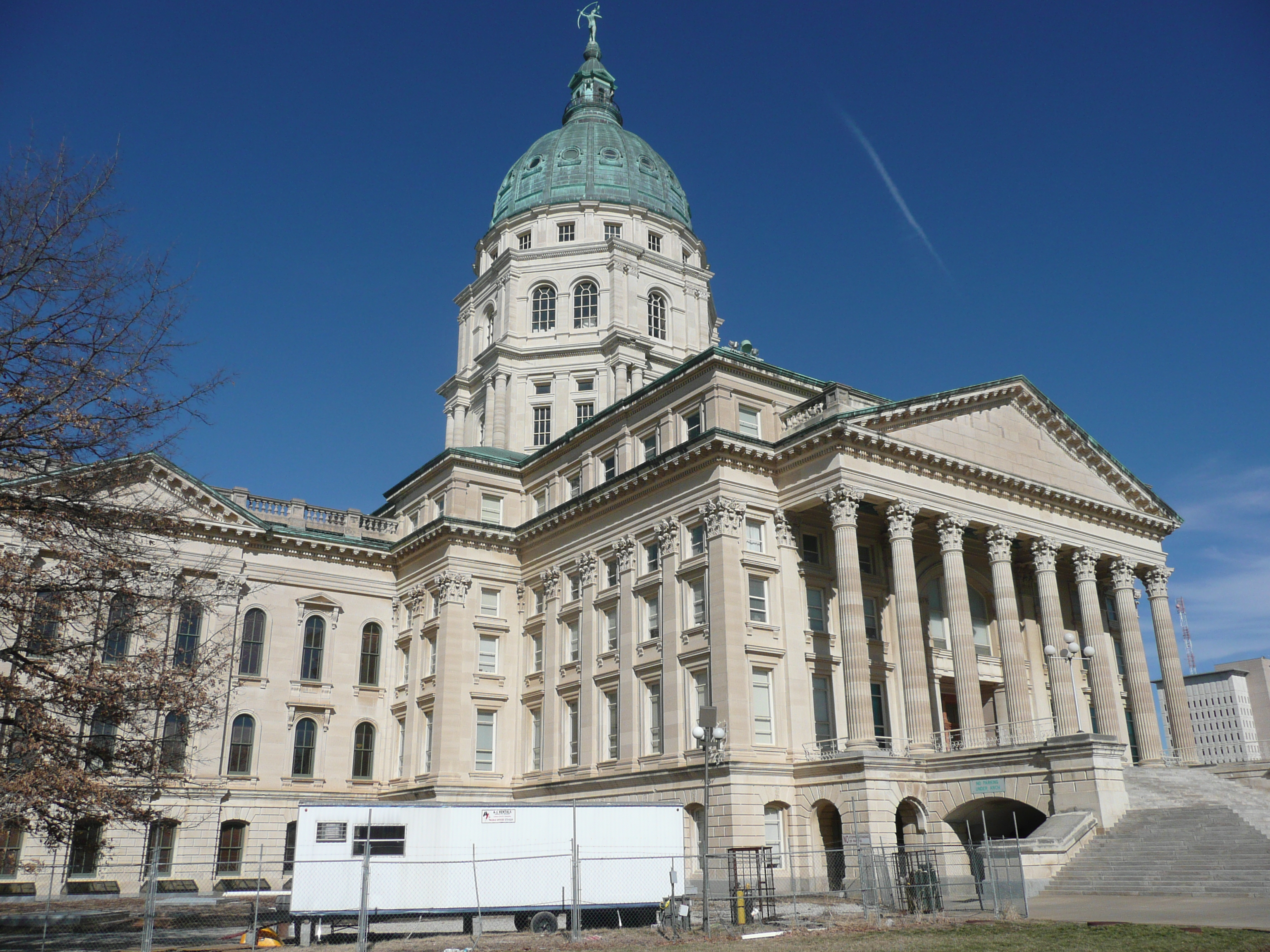
Capitólio Estadual do Kansas em Topeka.

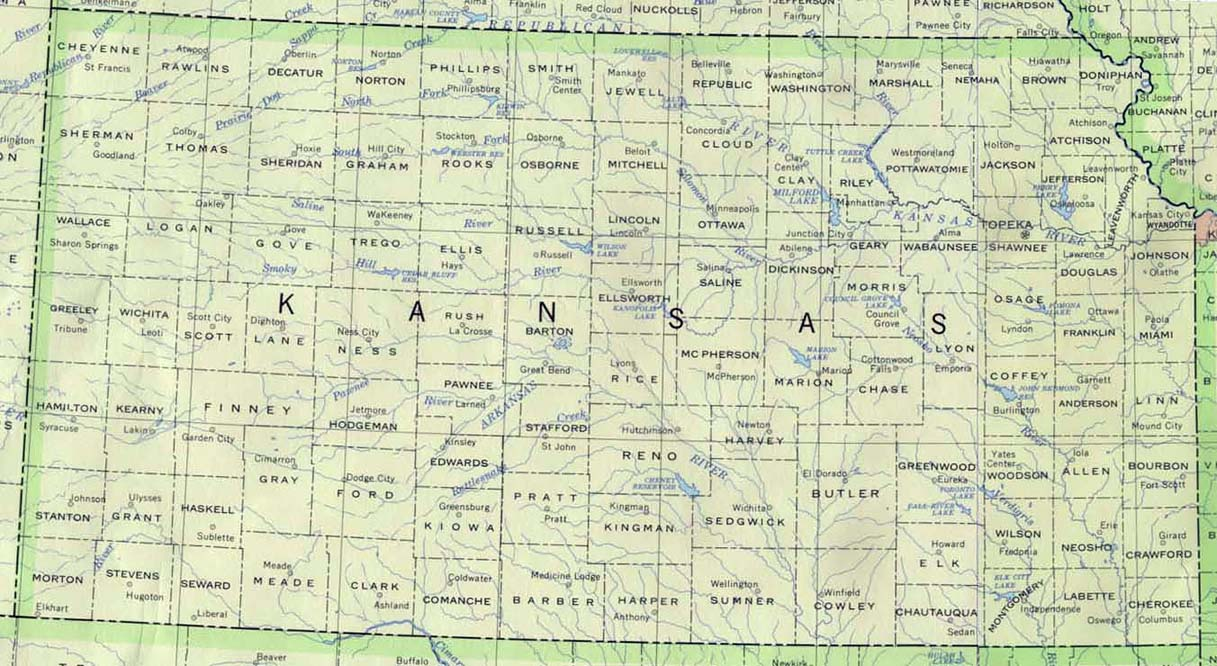
Mapa do Kansas e de seus 105 condados.

A atual Constituição do Kansas foi adotado em 1859. Emendas à Constituição podem ser propostas pelo Poder Legislativo do Kansas. Emendas criadas por uma das Casas do Poder Legislativos, para ser aprovada, precisa receber ao menos três quartos dos votos do Senado e da Casa dos Representantes do Estado, e então dois terços dos votos da população eleitoral do Kansas, em um referendo. Emendas também podem ser realizadas através de Convenções Constitucionais, encontros políticos especiais, que precisam ser aprovadas por ao menos 51% por cada Casa do Poder Legislativo e então por ao menos 60% da população eleitoral do Estado, em um referendo.
O principal oficial do Poder Executivo no Kansas é o governador. Este é eleito, em conjunto com o tenente-governador, em uma chapa, pelos eleitores do estado para mandatos de até quatro anos de duração. Uma dada pessoa pode exercer o cargo de governador quantas vezes puder, mas não duas vezes consecutivas.
O Poder Legislativo do Kansas consiste pelo Senado e pela Casa dos Representantes. O Senado possui um total de 40 membros, enquanto que a Casa dos Representantes possui um total de 125 membros. O Kansas está dividido em 40 distritos senatoriais e 125 distritos representativos. Os eleitores de cada distrito elegem um senador/representante, que irá representar tal distrito no Senado/Casa dos Representantes. O termo dos senadores é de quatro anos e o termo dos representantes é de dois anos. Uma dada pessoa pode exercer o cargo de senador apenas duas vezes, e o cargo de representante quatro vezes.
A corte mais alta do Poder Judiciário do Kansas é a Suprema Corte do Kansas, composta por sete juízes, do qual o com mais anos de experiência na corte é indicado para atuar como chefe de justiça. A segunda maior corte do Estado é a Court of Appeals, formada por 10 juízes. Os juízes da Suprema Corte são indicados pelo governador do Estado, através de uma lista de candidatos feita por uma comissão da Suprema Corte. Após ser escolhida, uma pessoa exerce o cargo de juiz na Suprema Corte por um ano, onde uma eleição estadual é realizada, onde os eleitores do Estado escolhem entre manter o juiz no cargo ou removê-lo de ofício. Caso seja aprovado, o juiz é eleito para mandatos de até seis anos de duração, quando podem ser reeleitos novamente. Já os juízes da Court of Appeals são todos indicados diretamente pelo governador. O chefe de justiça da Suprema Corte do Estado indica um deles para atuar como chefe de justiça.
O Kansas está dividido em 105 condados, com um total de 628 cidades. Os condados são administrados por conselhos de comissionadores compostos por três ou cinco membros eleitos pela população do condado para mandatos de até quatro anos de duração, enquanto as cidades possuem o poder de escolher seu próprio formato de administração. A maior parte das cidades do Estado são governadas por um prefeito e um conselho municipal. Outras cidades, primariamente as de maior porte, são governadas por comissionadores.
Cerca de metade da receita do orçamento do governo do Kansas é gerada por impostos estaduais. O resto vêm de verbas recebidas do governo federal e de empréstimos. Em 2002, o governo do Estado gastou 10,592 bilhões de dólares, tendo gerado 9,694 bilhões de dólares. A dívida governamental do Kansas é de 2,298 bilhões de dólares. A dívida per capita é de 844 dólares, o valor dos impostos estaduais per capita é de 1 773 dólares, e o valor dos gastos governamentais per capita é de 3 905 dólares. O Kansas possui a terceira menor dívida per capita entre qualquer estado americano, superado apenas pelo Tennessee e pelo Arizona.
O Partido Republicano dominou politicamente o Kansas desde que o Estado foi criado até a década de 1950, e possui forte presença no Estado até os dias atuais. Até a década de 1950, a grande maioria dos governadores e membros do Legislativo do Estado foram republicanos. Desde a década de 1930, porém, o Partido Democrata tem fortalecido-se no Estado, e em décadas recentes, o eleitorado do Kansas tem eleito alternadamente governadores republicanos e democratas em mesmo número, o mesmo valendo para os membros do Legislativo. Quanto a nível nacional, a maior parte dos representantes do Kansas no Congresso americano tem sido, e continuam a ser, candidatos republicanos. Em eleições presidenciais americanas, a maioria dos votos do Kansas no colégio eleitoral dos Estados Unidos favorecem geralmente candidatos republicanos.

## Demografia
O censo nacional de 2000 estimou a população do Kansas em 2 688 418 habitantes, um crescimento de 8,1% em relação à população do Estado em 1990, de 2 485 600 habitantes. Uma estimativa realizada em 2005 estima a população do Estado em 2 744 687 habitantes, um crescimento de 10,4% em relação à população do Estado em 1990, de 2,1% em relação à população do Estado em 2000, e de 0,4% em relação à população do Estado em 2004.
O crescimento populacional natural do Kansas entre 2000 e 2005 foi de 76 138 habitantes — 204 663 nascimentos menos 128 525 óbitos — o crescimento populacional causado pela imigração foi de 38 222 habitantes, enquanto que a migração interestadual resultou na perda de 57 763 habitantes. Entre 2000 e 2005, a população do Kansas cresceu em 55 863 habitantes, e entre 2004 e 2005, em 10 990 habitantes.
Cerca de 149,8 mil habitantes do Kansas (5,5% da população do Estado) nasceram fora dos Estados Unidos. Estima-se que o Kansas possua cerca de 47 mil imigrantes ilegais (1,7% da população do Estado).

### Raças e etnias
Composição racial da população do Kansas:
- 83,1% Brancos
- 5,5% Afro-americanos
- 7% Hispânicos
- 1,7% Asiáticos
- 0,9% Nativos americanos
- 1,8% Duas ou mais raças

Os sete maiores grupos étnicos do Kansas são alemães (que formam 25,9% da população do Estado) irlandeses (11,5%), americanos (10,8%; a maioria é descendente de ingleses ou escoceses), afro-americanos (5,5%), mexicanos (5,5%), franceses (3,1%) e suecos (2,4%).

### Religião
Percentagem da população do Kansas por afiliação religiosa:
- Cristianismo – 82%
  - Protestantes – 60%
    - Igreja Metodista – 14%
    - Igreja Batista – 14%
    - Igreja Luterana – 4%
    - Igreja Presbiteriana – 3%
    - Outras afiliações protestantes – 25%

  - Igreja Católica Romana – 20%
  - Outras afiliações cristãs – 2%
- Outras religiões – 1%
- Não-religiosos – 17%

### Principais cidades
| População > 100 mil habitantes(área urbanizada) - Wichita ("The Air Capital") - Kansas - Topeka Importantes subúrbios de Kansas City, Kansas, vizinho de Kansas City, Missouri) - Overland Park - Olathe - Lenexa - Shawnee - Leawood | População > 10 mil habitantes (área urbanizada) - Lawrence, site of Universidade de Kansas - Manhattan, site of Kansas State University - Salina - Leavenworth - Hutchinson - Garden City - Junction City - Emporia - Dodge City (Kansas) - Pittsburg - Hays - Newton - Liberal - Great Bend - El Dorado - McPherson - Arkansas City - Winfield - Ottawa - Coffeyville - Parsons - Atchison - Independence - Gardner - Derby |

## Economia

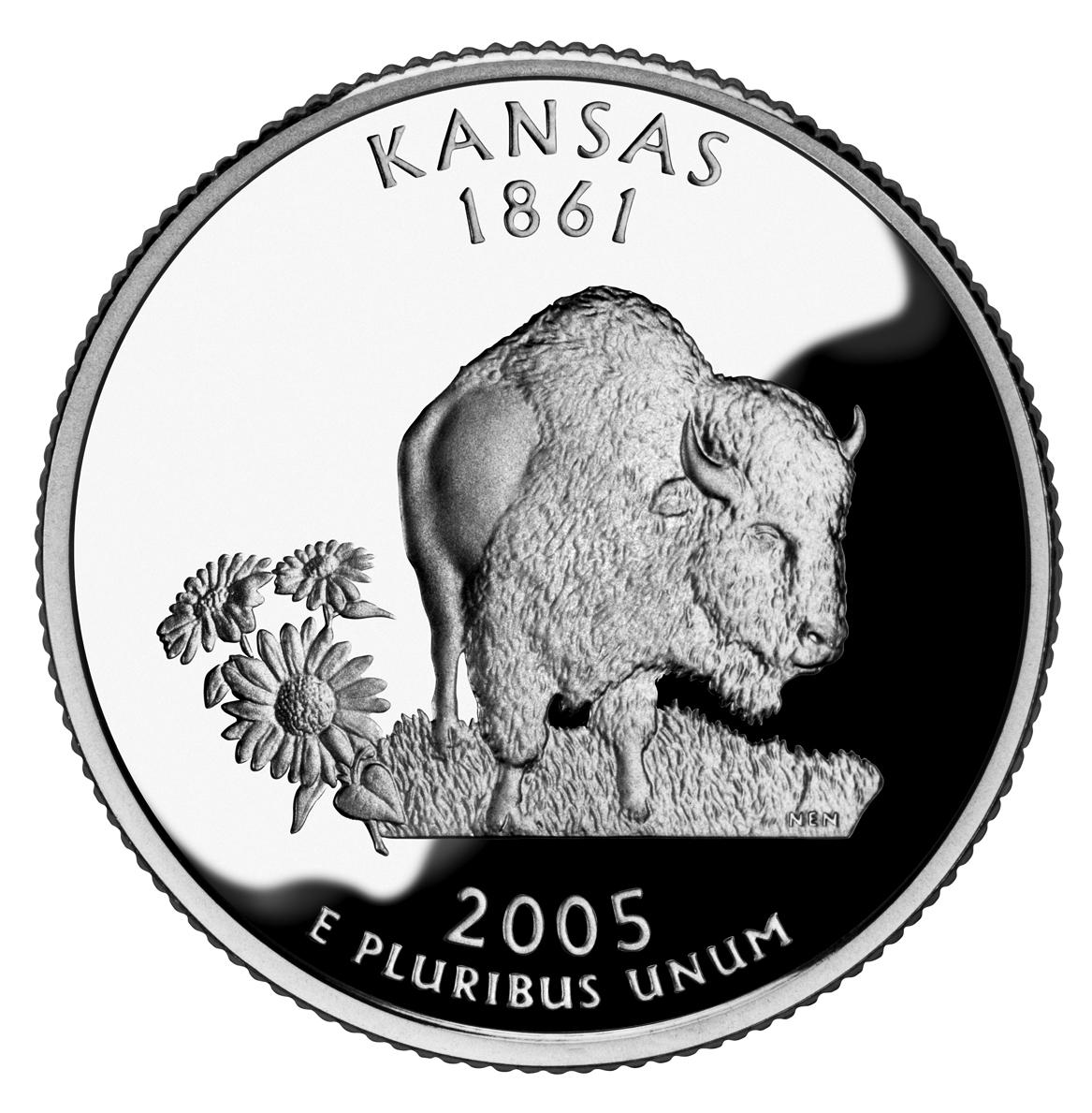
Moeda de 25 centavos de dólar americano do Kansas.

O produto interno bruto do Kansas, em 2003, foi de 93 bilhões de dólares, um crescimento de 4,3% em relação ao PIB do Estado em 2002. A renda per capita do Estado, por sua vez, foi de 29 438 dólares. A taxa de desemprego do Kansas é de 5,5%.
O setor primário responde por 1% do PIB do Kansas. A agricultura e a pecuária respondem juntas por total por 3% do PIB do Estado, empregando cerca de 101 mil pessoas. O Kansas possui cerca de 60 mil fazendas, que cobrem mais de 90% do Estado. Os principais produtos produzidos pela indústria agropecuária do Kansas são trigo (do qual o Estado é o maior produtor nacional) e carne e leite bovino (o Kansas possui um dos maiores rebanhos de gado bovino do país). Os efeitos da pesca e a silvicultura são negligíveis na economia do Kansas.
O setor secundário responde por 23% do PIB do Kansas. O valor total dos produtos fabricados no Estado é de 20 bilhões de dólares. O Kansas possui cerca de 3,3 mil fábricas. Os principais produtos industrializados fabricados no Estado são equipamentos de transportes, processamento de alimentos, e maquinário. A indústria de manufatura responde por 18% do PIB do Estado, empregando aproximadamente 220 mil pessoas. A indústria de construção responde por 4% do PIB do Estado, e emprega aproximadamente 91 mil pessoas. A mineração responde por 1% do PIB do Kansas, empregando cerca de 21 mil pessoas. Os principais recursos naturais explorados no Estado são petróleo e gás natural.
O setor terciário responde por 74% do PIB do Kansas. O comércio por atacado e varejo responde por 1% do PIB do Estado, e emprega aproximadamente 740 mil pessoas. Serviços comunitários e pessoais são responsáveis por 18% do PIB do Estado, empregando cerca de 467 mil pessoas. Serviços governamentais respondem por 13% do PIB do Kansas, empregando aproximadamente 271 mil pessoas. Serviços financeiros e imobiliários respondem por cerca de 13% do PIB do Estado, empregando aproximadamente 107 mil pessoas.  Transportes, telecomunicações e utilidades públicas empregam cerca de 85 mil pessoas, respondendo por 11% do PIB do Kansas. Cerca de 65% da eletricidade gerada no Kansas é produzida em usinas termelétricas a carvão, 25% em usinas nucleares, e a maior parte do restante de usinas termelétricas a petróleo ou gás natural.

## Educação

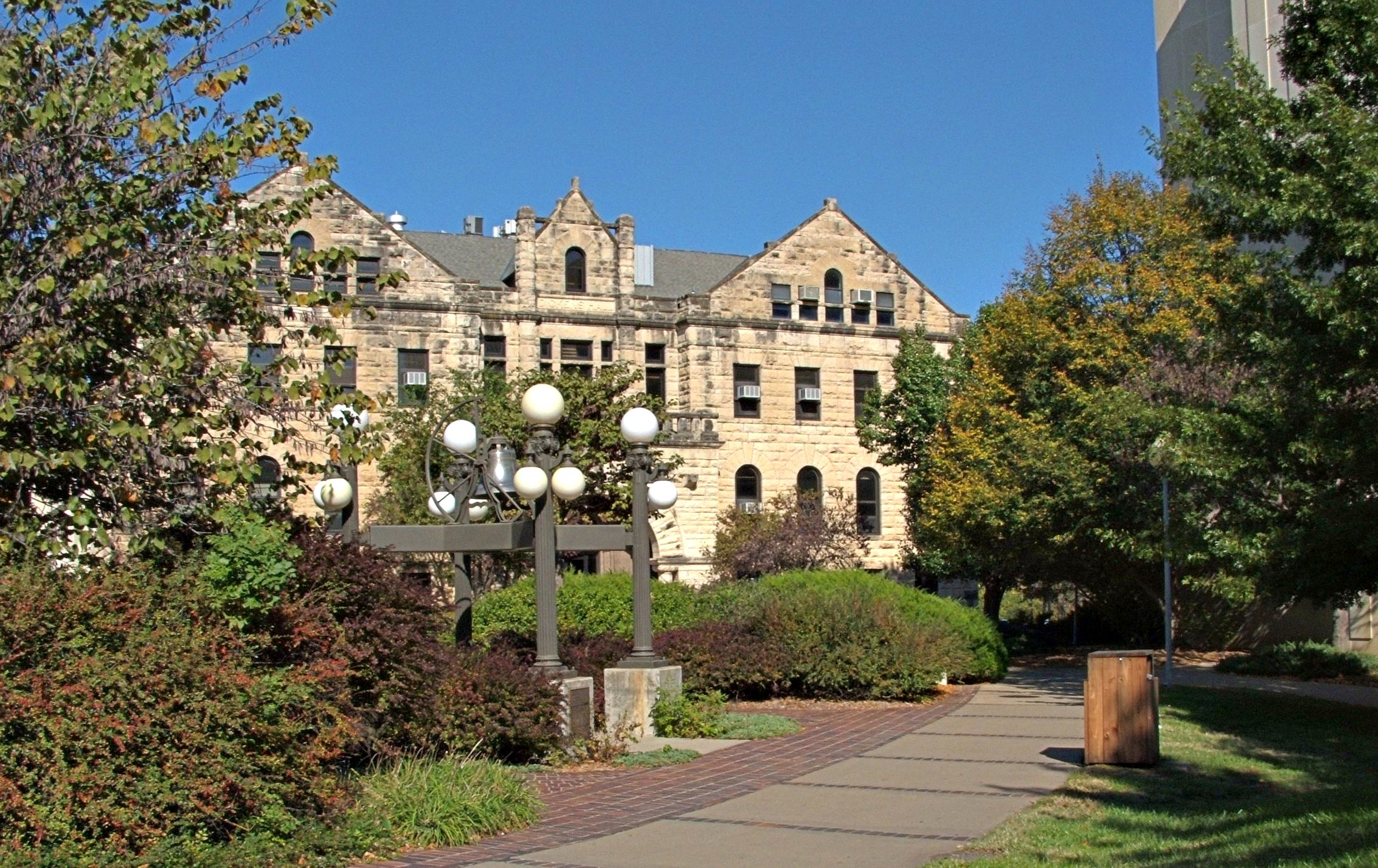
Vista da Bluemont Bell and Dickens, Universidade Estadual do Kansas.

As primeiras escolas do Kansas foram fundadas durante a década de 1830, por missionários, e voltadas primariamente para a educação de crianças nativo americanas. Em 1855, o Kansas aprovou uma lei que instituía um sistema de escolas públicas voltado para a educação de crianças brancas, tendo esta lei sido emendada em 1859, para que incluísse qualquer criança, independentemente de etnia.
Atualmente, todas as instituições educacionais no Kansas precisam seguir regras e padrões ditadas pelo Conselho Estadual de Educação do Kansas. Este conselho controla diretamente o sistema de escolas públicas do Estado, que está dividido em diferentes distritos escolares. O conselho é composto por oito membros escolhidos pelo governador para mandatos de até quatro anos de duração. Estes oito membros indicam um nono membro, que atuará como comissionador de educação, e presidente do conselho. Cada cidade primária (city), diversas cidades secundárias (towns) e cada condado, é servida por um distrito escolar. Nas cidades, a responsabilidade de administração do sistema escolar público são dos distritos municipais, enquanto que em regiões menos densamente habitadas, esta responsabilidade é dos distritos escolares operando em todo o condado em geral. O Kansas permite a operação de escolas charter — escolas públicas independentes, que não são administradas por distritos escolares, mas que dependem de verbas públicas para operarem. Atendimento escolar é compulsório para todas as crianças e adolescentes com mais de sete anos de idade, até a conclusão do segundo grau ou até os quinze anos de idade.
Em 1999, as escolas públicas do Kansas atenderam cerca de 472,2 mil estudantes, empregando aproximadamente 33 mil professores. Escolas privadas atenderam cerca de 43,1 mil estudantes, empregando aproximadamente 3,2 mil professores. O sistema de escolas públicas do Estado consumiu cerca de 2,841 bilhões de dólares, e o gasto das escolas públicas foi de aproximadamente 6,7 mil dólares por estudante. Cerca de 88,6% dos habitantes do Estado com mais de 25 anos de idade possuem um diploma de segundo grau.
A primeira biblioteca pública do Kansas foi fundada em 1859, em Vinland. Atualmente, o Estado possui 321 sistemas de bibliotecas públicas, que movimentam anualmente cerca de 9,6 livros por habitante. A primeira instituição de educação superior do Kansas, a Universidade Baker, em Baldwin City, foi fundado em 1858. Atualmente, o Kansas possui 60 instituições de educação superior, dos quais 35 são públicas e 25 são privadas. A Universidade de Kansas, em Lawrence, é a maior instituição de educação do Estado, e a instituição pública de educação superior mais antiga do Estado, tendo sido fundada em 1859.

## Transportes e telecomunicações
Em 2002, Kansas possuía 8 138 quilômetros de ferrovias. Em 2003, o Estado possuía 217 281 quilômetros de vias públicas, dos quais 1 407 quilômetros eram rodovias interestaduais, parte do sistema rodoviário federal dos Estados Unidos. A quilometragem do sistema de vias públicas do Kansas é a quarta maior dos Estados Unidos, superado apenas por Califórnia, Texas e Illinois. O Aeroporto Internacional de Wichita é o aeroporto mais movimentado do Estado.
O primeiro jornal do Kansas, o Shawnee Sun, foi publicado pela primeira vez em 1835. Este jornal, criado por um missionário, Jotham Meeker, fora publicado em shawnee, e era dirigido para os nativos shawnee que viviam no Kansas. O primeiro jornal publicado no atual Kansas em inglês foi o Kansas Weekly Herald, em 1854, em Leavenworth. Atualmente, são publicados no Estado cerca de 260 jornais, dos quais 43 são diários. São impressos em Kansas cerca de 120 periódicos. A primeira estação de rádio do Kansas foi fundada em 1922, em Wichita. A primeira estação de televisão do Estado foi fundada em 1932, em Manhattan. Esta estação de rádio, uma das primeiras do país, fora criada em caráter experimental, sendo que a primeira estação de televisão comercial do Estado seria fundado em 1953, em Hutchinson. Atualmente, o Kansas possui 132 estações de rádio — dos quais 49 são AM e 83 são FM — e 20 estações de televisão.

## Cultura

### Símbolos do estado
- Anfíbio: Ambystoma mavortium
- Árvore: Populus deltoides
- Pássaro: Sturnella neglecta
- Cognomes:
  - Sunflower State
  - Bleeding Kansas (não oficial)
  - Cyclone State (não oficial)
  - Jayhawk State (não oficial)
  - Wheat State (não oficial)
- Fóssil: Pteranodon
- Flor: Girassol
- Inseto: Abelha
- Lema: Ad astra per aspera (do latim: Para as estrelas entre dificuldades)
- Mamífero: Bisonte
- Música: Home on the range (Casa nos planaltos)
- Peixe: Ictalurus punctatus
- Slogan: Simply wonderful (Simplesmente maravilhoso'); anteriormente também Kansas, as big as you think (Kansas, tão grande quanto você pode pensar)